# Chaetovoria antennata
Chaetovoria antennata là một loài ruồi trong họ Tachinidae.